# لخمة سداسية الخياشيم
اللخمة سداسية الخياشيم هي نوع من سمك الرقيطة وهي النوع المنفرد في فصيلة (Hexatrygonidae). بالرغم من أن هنالك عدة فصائل لسداسية الخياشيم وُصفت تاريخياً، ولكن هذه الاختلافات تتمثل في نوع واحد منتشر. هذه السمكو اللينة ذات الجسد الثقيل، وصفت في عام 1980م، ولا نظير لها بين الشفنينيات لأنها تحتوي على 6 أزواج من فتحات الخياشيم وليس خمسة، وتنمو لتصل لطول 1.7 متر (5.6 قدم)، و تحتوي على زعنفة دائرية، وأنف ثلاثي طويل ومرن معبأ بمادة الجيلاتين. وهي بنية اللون في الأعلى وبيضاء في الأسفل.
وهي أسماك قاعية في الطبيعة، وتتواجد اللخمة سداسية الخياشيم غالباً فوق المنحدرات القارية والجبال البحرية، بأعماق تتراوح بين 500-1,120 متر (1,640–3,670 قدم). وتم تسجيل أماكن تواجدها في أماكن مبعثرة في منطقة المحيط الهادي الهندي من جنوب أفريقيا إلى هاواي. وهي قد تستخدم أنفها لتبحث عن الطعام في الرواسب السفلى. وفكوكها قابلة للتمدد مما يسمح لها باصطتياد الفرائس المدفونة. الاتحاد الدولي لحفظ الطبيعة حدد هذه اللخمة على أنها غير مهدد، لأنها تواجه حد الإصطتياد الأدنى حول معظم فصائلها.